# Hilton Ruiz
Hilton Ruiz (New York, 29 mei 1952 - New Orleans, 6 juni 2006) was een Amerikaans jazzpianist van Puerto Ricaanse afkomst. 
Op zijn veertiende jaar nam hij zijn eerste plaat op met de groep Ray Jay And The East Siders. Hij combineerde Afro-Cubaanse stijlen met jazz, blues en bebop. Verder trad hij onder meer op met Charles Mingus, Freddie Hubbard en George Coleman. 
Hij raakte op 19 mei in een coma na een val voor een bar in het French Quarter. Hij zou daar een benefietorkest verzorgen voor de slachtoffers van de orkaan Katrina. Een paar weken later overleed hij op 54-jarige leeftijd in het East Jefferson General-ziekenhuis van New Orleans. 
Een benefietjamsessie in New York voor Hilton Ruiz werd door zijn ex-echtgenote Aïda omgedoopt tot herdenkingsconcert na het bekend worden van zijn overlijden.

## Discografie (selectie)
- Manhattan Mambo (1992)
- Excitation (1993)
- Heroes (1993)
- Hands on Percussion (1994)
- Island Eyes (1997)
- Enchantment (2003)

Als sideman
- Boogie-Woogie String Along for Real (1977)